# یولی رائیزمان
یولی یاکوولیویچ رائیزمان (روسی: Юлий Яковлевич Райзман؛ ‏ ۱۵ دسامبر ۱۹۰۳ – ۱۱ دسامبر ۱۹۹۴) کارگردان و فیلم‌نامه‌نویس اهل اتحاد جماهیر شوروی سوسیالیستی بود. او کارش را به‌عنوان دستیار یاکوف پروتازانوف در سال ۱۹۲۵ آغاز کرد و نخستین اثر خود را با نام «دایره» در سال ۱۹۲۷ کارگردانی نمود. وی از سال ۱۹۳۱ تا ۱۹۳۷ برای موس‌فیلم کار می‌کرد.
از فیلم‌ها یا برنامه‌های تلویزیونی که وی در آن نقش داشته‌است، می‌توان به تب شطرنج اشاره کرد.
وی همچنین برندهٔ جوایزی همچون قهرمان کار سوسیالیست، جایزه دولتی برادران واسیلیف، جایزه دولتی اتحاد شوروی، نشان انقلاب اکتبر، نشان پرچم سرخ کار، نشان لنین، جایزه هنرمند مردمی اتحاد جماهیر شوروی و جایزه نیکا شده‌است.